# GMS
A GMS holland psytrance duó volt. 1995-ben alakultak Amszterdamban, és 2018-ban oszlottak fel. A "GMS" a Growling Mad Scientists rövidítése. Két tagja volt: Riktam és Bansi. Bansi 2018-ban elhunyt, 41 éves korában.   2007 májusában Magyarországon is felléptek, Piliscsabán. 2020-ban újból koncerteztek hazánkban, ez alkalommal a Dürer Kertben. A GMS két tagja (a Pixel nevű DJ-vel kiegészülve) később "3 of Life" néven folytatták. Bansi 2018-ban elhunyt, így a 3 of Life albumuk címét "3R1"-re változtatta, és az albumborítót is a helyzetnek megfelelően formálták. Ezáltal Bansi öröksége megmaradt az együttesben. A GMS jelenleg további DJ-kkel kollaborál, például Ajja-val, Dicksterrel vagy Space Cattel.

## Diszkográfia
Stúdióalbumok
- Chaos Laboratory (1997)
- The Growly Family (1998)
- GMS vs Systembusters (1999)
- Tri-Ball University (2000)
- The Hitz (2000)
- No Rules (2002)
- Emergency Broadcast System (2005)

Remix albumok
- The Remixes (2003)
- The Remixes Vol2 (2009)
- Tampered Diversity (2018)

Válogatáslemezek
- Genetic Process (2002)
- Genetic Process "Part Dose" (2002)
- Spunout (2003)
- Pressure (2003)
- Zero-1 (2003)
- Hypernova (2004)
- XXL (2004)
- Remote Viewing (2005)
- Zero Gravity (2005)
- The Outer Limits (2005)
- Spunout in Ibiza (2007)